# Bart Straalman
Bart Straalman, né le 22 août 1996 à Winterswijk, est un footballeur néerlandais qui occupe le poste de défenseur.

## Biographie

### Début aux Pays-Bas
Il dispute son premier match de championnat le 8 novembre 2014, à l'occasion de la 13e journée du championnat des Pays-Bas de football de deuxième division. Il entre en jeu à la 86e minute de jeu.
Le 28 novembre 2014, il dispute son premier match en tant que titulaire lors de la 15e journée de championnat. Le 18 avril 2015, il inscrit son premier but en championnat en ouvrant le score contre le FC Den Bosch. 
Il termine sa première saison en ayant disputé 24 rencontres dont 21 en tant que titulaire. Sur le plan collectif, son club remporte le barrage d'accession et se retrouve promu en Eredevise.  
Pour sa dernière saison au club, il est capitaine de son équipe

### Arrivée en France

#### Rodez FC
En janvier 2020, il s'engage pour six mois avec le Rodez AF. Il dispute 4 rencontres, toutes en tant que titulaire pour 2 victoires et 2 matchs nuls. 
La saison est marquée par l'arrêt du championnat à partir de mi-mars à cause de la propagation du coronavirus en France après 28 journées de championnat

#### Grenoble Foot 38
Le 29 avril 2020, il s'engage pour deux saisons avec le Grenoble Foot 38, club évoluant en Ligue 2. Il dispute son premier match sous le maillot grenoblois le 12 septembre 2020, à l'occasion de la troisième journée de championnat de Ligue 2 contre le FC Chambly en étant titulaire.
Le 16 octobre 2020, il est testé positif au coronavirus ce qui le rend indisponible pendant une semaine.
Le 10 avril 2021, il inscrit son premier but en France, qui permet la victoire du GF 38 face à Caen. 

## Statistiques
| Saison                | Club                  | Championnat           | Championnat | Championnat | Coupe(s) nationale(s) | Coupe(s) nationale(s) | Total | Total |
| Saison                | Club                  | Division              | M.          | B.          | M.                    | B.                    | M.    | B.    |
| 2014-2015             | De Graafschap         | Eerste divisie        | 24          | 1           | 6                     | 0                     | 30    | 1     |
| 2015-2016             | De Graafschap         | Eredivisie            | 19          | 2           | 3                     | 0                     | 22    | 2     |
| 2016-2017             | De Graafschap         | Eerste divisie        | 22          | 3           | -                     | -                     | 22    | 3     |
| 2017-2018             | De Graafschap         | Eerste divisie        | 23          | 0           | 4                     | 0                     | 27    | 0     |
| 2018-2019             | De Graafschap         | Eredivisie            | 26          | 1           | 6                     | 0                     | 32    | 1     |
| 2019                  | Sarpsborg 08 FF       | Tippeligaen           | 2           | 1           | -                     | -                     | 2     | 1     |
| 2019-2020             | Rodez AF              | Ligue 2               | 4           | 0           | -                     | -                     | 4     | 0     |
| 2020-2021             | Grenoble Foot 38      | Ligue 2               | 19          | 1           | 2                     | 0                     | 21    | 1     |
| 2021-2022             | Grenoble Foot 38      | Ligue 2               | 1           | 0           | 0                     | 0                     | 1     | 0     |
| Total sur la carrière | Total sur la carrière | Total sur la carrière | 140         | 9           | 21                    | 0                     | 161   | 9     |